# EC Juventude
Esporte Clube Juventude, eller Juventude, är en brasiliansk fotbollsklubb från Caxias do Sul i Rio Grande do Sul, som för närvarande spelar i Serie B. Lagets största rivaler är SER Caxias.

## Historia
Juventude grundades 29 juni 1913 av 35 ynglingar med italiensk härkomst. Laget blev det första i området. Antônio Chiaradia Neto blev utsedd till klubbens första president.
Klubben fick sin första förlust mot fotbollslaget Fußball från den närliggande staden Montenegro (ej att misstas för landet med samma namn), då man förlorade med 1–4. Innan dess hade man vunnit 23 matcher i rad.
10 oktober 1919 gick man med i fotbollsförbundet i Rio Grande do Sul.
1920 blev laget ett proffslag efter att ha kontrakterat några uruguayanska spelare.
2000 deltog Juventude i Copa Libertadores de América för första gången, men blev utslagna i första omgången.

## Hemmaarena
Juventudes arena heter Estádio Alfredo Jaconi, grundades 1975 och har en kapacitet på 30 519 personer.